# Республика (ТЭЦ)
Теплоэлектроцентра́ль «Республика» (болг. ТЕЦ Република) — энергетическое предприятие в городе Перник, Болгария.

## История
Тепловая электростанция «Республика» была построена в соответствии с 1-м пятилетним планом развития народного хозяйства НРБ и введена в эксплуатацию в 1951 году, став крупнейшей электростанцией на территории страны.
Топливом для станции являлись местные бурые угли Перникского буроугольного бассейна
Станция стала одним из крупнейших предприятий города.
В 1972 году министерство лесов и охраны природной среды НРБ разработало широкую программу по охране и восстановлению природной среды в Народной Республике Болгария на период до 1990 года. В ходе выполнения программы, на ТЭС «Республика» были смонтированы современные пылеуловительные фильтры.
В 1989 году было принято решение о переходе Болгарии к рыночной экономике, после чего была создана Национальная электрическая компания (в ведение которой передали ТЭЦ).
В дальнейшем, была создана акционерная компания «Топлофикация Перник» АД, в ведении которой с этого времени находится ТЭЦ.
В 2011 году мощность станции составляла 105 МВт.